# Korteks
Korteks (łac. cortex) – warstwa osłaniająca u niektórych organizmów.
- U bakterii jest to najgrubsza warstwa przetrwalnika. Zbudowana jest z mureiny o mniejszej ilości mostków poprzecznych niż w ścianie komórkowej. Zawiera kwas dipikolinowy. Jest wrażliwy na działanie lizozymu. Po kontakcie z tą substancją dochodzi do autolizy niezbędnej do kiełkowania bakterii[potrzebny przypis].

- U grzybów występuje na pozbawionej hymenium powierzchni owocnika. Jest to zazwyczaj cienka warstwa silnie zlepionych, często ciemno zabarwionych i grubościennych strzępek[1].